# Municipio de Allendale (Dakota del Norte)
El municipio de Allendale (en inglés, Allendale Township) es un municipio del condado de Grand Forks, Dakota del Norte, Estados Unidos. Tiene una población estimada, a mediados de 2023, de 549 habitantes.
Abarca una zona exclusivamente rural.

## Geografía
Está ubicado en las coordenadas 47°48′35″N 97°11′8″O / 47.80972, -97.18556. Según la Oficina del Censo, tiene una superficie total de 93.23 km², de los cuales 93.13 km² corresponden a tierra firme y 0.10 km² están cubiertos de agua.

## Demografía
Según el censo de 2020, en ese momento había 538 personas residiendo en la zona. La densidad de población era de 5.78 hab./km². El 96.47 % de los habitantes eran blancos, el 0.19 % era amerindio, el 0.37 % eran asiáticos y el 2.97 % eran de una mezcla de razas. Del total de la población, el 0.74 % eran hispanos o latinos de cualquier raza.